# Іганіно (Прокоп'євський округ)
Іга́ніно (рос. Иганино) — село у складі Прокоп'євського округу Кемеровської області, Росія.

## Населення
Населення — 124 особи (2010; 184 у 2002).
Національний склад (станом на 2002 рік):
- росіяни — 77 %